# ناصر حسين (لاعب كريكت)
ناصر حسين (28 مارس 1968 في الهند - ) (بالإنجليزية: Nasser Hussain) هو كاتب سير ذاتية ولاعب كريكت بريطاني. شارك مع منتخب إنجلترا للكريكت. أما مع النوادي، فقد لعب مع نادي مقاطعة ساسكس للكريكت ‏ ونادي مارليبون للكريكت ‏.

## وصلات خارجية
- ناصر حسين على موقع إي آس بي آن كريك إنفو (الإنجليزية)